# 17e cérémonie des National Television Awards
La 17e cérémonie des National Television Awards (NT Awards), a eu lieu le 25 janvier 2012, et a récompensé les meilleurs programmes diffusés à la télévision britannique.

## Palmarès

### Most popular serial drama
- Coronation Street
  - EastEnders
  - Emmerdale
  - Hollyoaks

### Most popular drama
- Downton Abbey
  - Doctor Who
  - Merlin
  - Waterloo Road

### Most Popular Newcomer
- Jacqueline Jossa pour le rôle de Lauren Branning dans EastEnders
  - Chelsea Halfpenny pour le rôle d'Amy Wyatt dans Emmerdale
  - Chris Fountain pour le rôle de Tommy Duckworth dans Coronation Street

### Outstanding Drama Performance (Male)
- Matt Smith pour le rôle du Dr Who dans Doctor Who
  - David Threlfall pour le rôle de Frank Gallagher dans Shameless
  - Martin Clunes pour le rôle du Dr Martin Ellingham dans Doc Martin
  - John Barrowman pour le rôle de Jack Harkness dans Torchwood : Le Jour du Miracle

### Outstanding Drama Performance (Female)
- Karen Gillan pour le rôle d'Amy Pond dans Doctor Who
  - Suranne Jones pour le rôle de DC Rachel Bailey dans Scott and Bailey'´
  - Jaye Jacobs pour le rôle de Charmian Biggs dans Waterloo Road
  - Eve Myles pour le rôle de Gwen Cooper dans Torchwood : Le Jour du Miracle

### Outstanding Serial Drama Performance
- Katherine Kelly pour le rôle de Becky Granger dans Coronation Street
  - Jessie Wallace pour le rôle de Kat Slater dans EastEnders
  - Danny Miller pour le rôle d'Aaron Livesy dans Emmerdale
  - Alison King pour le rôle de Carla Connor dans Coronation Street

### Most popular entertainment presenter
- Ant & Dec
  - Keith Lemon
  - Michael McIntyre
  - Dermot O'Leary

### Most Popular Reality Programme
- I'm a Celebrity... Get Me Out of Here!
  - Come Dine With Me
  - The Celebrity Apprentice
  - The Only Way Is Essex

### Most popular entertainment programme
- Michael McIntyre's Comedy Roadshow
  - Harry Hill's TV Burp
  - Take Me Out
  - Dynamo: Magician Impossible

### Talk Show
- Chatty Man
  - The Graham Norton Show
  - Loose Women
  - The Jonathan Ross Show

### Most popular talent show
- The X Factor
  - Strictly Come Dancing
  - Dancing on Ice
  - Britain's Got Talent

### Most Popular Factual Programme
- This Morning
  - Top Gear
  - An Idiot Abroad
  - Big Fat Gypsy Weddings

### Most Popular Situation Comedy Programme
- Outnumbered
  - Benidorm
  - Miranda

### Most Popular Comedy Panel Show
- Celebrity Juice
  - Have I Got News For You
  - Mock the Week
  - QI

### Landmark Achievement Award
- David Walliams

### Outstanding Contribution
- Gary Barlow

### Special Recognition Award
- Jonathan Ross